# اگرال
اگرال (انگلیسی: Agrale) شرکت خودروسازی برزیلی است، که در سال ۱۹۶۲ تأسیس شد‌.